# Steve Spangler
Steve Spangler (n. 8 decembrie 1966, Colorado, SUA) este o personalitate TV americană, autor și profesor STEM. A fost directorul executiv al Steve Spangler Science până în 2018, când compania a fost vândută către Really Good Stuff, LLC, o divizie a Excelligence Learning Corporation.